# Messerschmitt Me 163
De Messerschmitt Me 163, bijgenaamd "Komet", was het eerste en enige door een raket aangedreven jachtvliegtuig dat tijdens een oorlog werd ingezet. Het door de Duitse ingenieur Alexander Lippisch ontworpen gevechtsvliegtuig werd gekenmerkt door het ontbreken van horizontale staartvlakken ("Nurflugel"). De gebruikte raketmotor werd ontwikkeld door de ingenieur Hellmuth Walter.
Aanvankelijk achtte de Luftwaffe het niet nodig om een supersnelle onderscheppingsjager te hebben. Maar met de toename van geallieerde verkenningsvliegtuigen boven Duitsland veranderde dit. Het oorspronkelijke doel van de Komet was dus niet het neerhalen van bommenwerpers. Een gemotoriseerd prototype vloog voor het eerst in 1943 en bereikte een snelheid van 990 km/u en een stijgsnelheid van 11.500 voet per minuut. Maar doordat het een futuristisch ontwerp was, waren er aanvankelijk meerdere problemen. De meeste van deze hebben ondertussen mythische proporties aangenomen. Zo zouden piloten na een crash levend verbrand en opgelost zijn door de chemicaliën die als brandstof werden gebruikt. Wel is het zo dat brandstofresten die in de tanks achterbleven door de impact bij de landing spontaan tot ontbranding konden komen, maar al snel werd een mogelijkheid ingebouwd waarbij alle resterende brandstof kon worden geloosd net voor de landing.
Rudolf Opitz was de chef-testpiloot op de Me 163 en stelt duidelijk dat het vliegtuig goede vliegeigenschappen bezat en voldoende veilig was. Bovendien beschikte het over een enorme stijgkracht en kon horizontaal een snelheid van bijna 1000 km/h halen. Maar ook hij bevestigde dat het toestel nog duidelijke tekortkomingen had. De voornaamste was de beperkte vluchtduur. De bedoeling was om een deel van de vlucht in zweeftoestand uit te voeren maar ook dan zou het toestel slechts een kwartier in de lucht kunnen blijven. De landing was eveneens problematisch. De Me 163 beschikte niet over een landingsgestel. Na de start werden de wielen afgeworpen, en de landing moest op een glijrib gebeuren. Dit had het nadeel dat het toestel hierna immobiel was en weggesleept moest worden.
De Me 163 werd in januari 1944 aan de Duitse Luftwaffe geleverd en voor het eerst ingezet op 13 mei 1944 vanuit Bad Zwischenahn. Op 28 juli 1944 werd voor het eerst een formatie Amerikaanse B-17 bommenwerpers door een Me 163 onderschept. De piloten hadden vooral moeite met de korte inzetbaarheid van het toestel. Er was slechts genoeg brandstof (C- en T-Stoff) voor 7,5 minuten. Hierdoor kon er vaak slechts één aanval op de vijand uitgevoerd worden waarbij de hoge naderingssnelheid slechts een korte schiettijd toeliet, zeker als er een frontale aanvalstactiek werd gebruikt. Het met Me 163's uitgeruste jachtsquadron 400 had op 16 april 1945 in totaal twaalf vijandige toestellen neergehaald. Hiertegenover stonden een gelijkaardig aantal eigen verliezen. Zoals wel vaker met een hoogtechnologisch wapen (zoals ook de Me 262 of B-29) werden er aanvankelijk meer toestellen verloren door ongevallen dan door vijandelijke acties. Ook de levering van de speciale brandstof was problematisch op het einde van de oorlog. Dit zou kunnen vermeden worden als de V2-raket geen prioriteit zou gekregen hebben.
Op het einde van 1944 werd de Me 163C en Me 263 ontwikkeld die een raketmotor met secundaire raketmotor voor kruissnelheid hadden. De Me 163C was groter dan de Me 163B en had een grotere brandstofcapaciteit. De Me 263 was ontworpen door Heinrich Hertel van Junkers (en daarom ook Ju 248 genaamd) en was een volwaardig jachtvliegtuig, vooral door het gebruik van een landingsgestel. De Me 163S was een motorloos tweepersoons trainingsvliegtuig. Ondanks meerdere vermeldingen heeft de Me 163D nooit bestaan.